# 딩카인
딩카인(딩카어: Jiɛ̈ɛ̈ŋ)은 남수단에 주로 거주하는 나일계 민족이다. 딩카인은 주로 나일강을 따라 살며 종글레이에서 렝크까지 퍼져 있고, 바렐 가잘 지방, 상류 나일 지역(이전에는 남부 수단에 위치했던 3개 주 중 2개 주)과 남수단의 은곡 딩카의 아비에이 지역에 산다. 2008년 수단 인구조사에서 인구는 약 450만 명으로 집계되었으며 오늘날 남수단의 인구 중 약 40%를 점하여 이 국가의 최대 민족이다.
딩카인은 전통적인 농업과 목회를 주로 실천하는데, 문화적 자긍심의 문제로서 소 사육에 의존하는 것이지 상업적 이익이나 육류의 원천이 아니라, 모든 연령층의 문화 시위, 의식, 결혼 지참금, 우유 먹이기 등의 수단으로 이용된다. 딩카인은 식량작물과 현금작물을 경작한다. 식량작물은 곡물로 주로 수수와 기장이다. 현금 작물로는 견과류, 참깨, 껌 아라빅 등이 있다. 소는 건기에는 강변과 수드, 풀밭에 갇혀있지만 장마철에는 홍수와 물을 피하기 위해 높은 지대로 옮겨진다.
딩카인은 중앙집권적인 정치적 권위가 없고, 대신 독립적이면서도 서로 연결된 많은 씨족으로 구성되어 있다. 이들 일족 중 일부는 전통적으로 "어창의 대가" 또는 베니빗으로 알려진 제사장들을 제공하는데, 이들은 전 국민을 위한 지도력을 제공하고 적어도 부분적으로 세습된 것으로 보인다.

## 딩카인
딩카인 하위부문의 수는 그룹, 하위부, 섹션 사이의 경계선이나 선이 모호하고 종종 결정하기 어렵기 때문에 치열한 경쟁을 벌이고 있다. 예를 들어, 아투오트는 아팍과 릴로, 부어는 아투옥과 곡으로, 파나루는 아더와 루는 아도르와 루로, 아도르와 루는 아도르와 루는 아도르와 루로 나눌 수 있다.

### 레크인
레크인은 딩카인의 하위집단인 남수단의 민족이다. 그 구성원들은 나일어인 레크인이라고도 불리는 딩카 남서부를 말한다. 이 민족의 많은 구성원들은 기독교인이다. 일부 추정치에 따르면 레크인 인구는 50만 명 이상이다.

## 문화적, 종교적 신념
딩카인의 목회 생활 방식도 종교적 신념과 실천에 반영된다. 가장 존경스러운 한 신, 나이알릭은 개인들을 통해 말하기 위해 일시적으로 개인들을 소유하는 영을 통해 말한다. "어창의 주인"에 의해 소를 제물로 바치는 것은 딩카 종교 관행의 중심 요소이다. 나이는 딩카 문화에서 중요한 요소이며, 젊은 남성들은 날카로운 물체로 이마를 표시하는 것을 포함하는 시작 시련을 통해 성인으로 성장한다. 또한 이 의식 동안 그들은 두 번째 소 색깔의 이름을 얻었다. 딩카인은 그들이 나에게 종교적인 힘이 아니라 자연과 그들 주위의 세계로부터 종교적인 힘을 끌어낸다고 믿는다.

## 같이 보기
- 수단 민족 갈등